# 364 (číslo)
Tři sta šedesát čtyři je přirozené číslo, které následuje po čísle tři sta šedesát tři a předchází číslu tři sta šedesát pět. Římskými číslicemi se zapisuje CCCLXIV a řeckými číslicemi τξδ.

## Matematika
364 je:
- Abundantní číslo
- Nešťastné číslo
- Čtyřstěnové číslo
- Součet dvanácti po sobě jdoucích prvočísel (11 + 13 + 17 + 19 + 23 + 29 + 31 + 37 + 41 + 43 + 47 + 53)

## Astronomie
- (364) Isara je planetka hlavního pásu, kterou objevil v roce 1893 Auguste Charlois

## Doprava
- Silnice II/364 je česká silnice II. třídy vedoucí na trase Bystré – Svojanov – Bělá nad Svitavou[1]

## Roky
- 364
- 364 př. n. l.